# Скакун (роман Керол Емшвіллер)
«Скакун» (англ. The Mount) — роман Керол Емшвіллер 2002 року в жанрі наукової фентезі. 
2002 року твір здобув Премію Філіпа К. Діка, а 2003 — був номінований на Премію Неб'юла за найкращий роман.
На написання «Скакуна» авторку надихнули заняття з психології тварин, що є здобиччю для хижаків. Емшвіллер почала розмірковувати над тим, як розумна жертва могла б осідлати хижака. Ця ідеї полонила її настільки, що письменниця спочатку вирішила написати оповідання, яке несподівано переросло в роман під назвою «Скакун».

## Сюжет
Чарлі — юнак, який як і всі люди, є скакуном (подібно до коня) для іншопланетян, що звуться Гутами. В світі Чарлі, пасторальній Землі, вже протягом століть Гути та люди перебувають у стосунках «господар-невільник». Гути, які не можуть повернутися на свою планету, підтримують природні системи Землі і таким чином забезпечують її нормальне функціонування. Скакуни-втікачі (серед них і батько Чарлі, колишній скакун охорони на ймення Герон), здійснюють набіги на стайні, де тримають людей. Їхнє головне завдання — об'єднання людей у боротьбі проти Гутів.
Коли Чарлі (кличка — Смайлі) вперше зустрічає свого батька (Герона та Мері спарували, а згодом, після народження Чарлі, розлучили), він відмовляється зрадити свого Господаря — Майбутнього правителя нас усіх — та допомагати людям у цьому протистоянні, адже не може уявити свого життя не в ролі скакуна породи Сіетл.

## Гути
Гути колись були жертвами хижаків. Вони — травоїдні, у яких розвинулися гострі органи чуття, що дозволили їм осідлати хижаків. Гутам потрібні скакуни в першу чергу тому, що вони наділені слабкими ногами і це заважає їм нормально пересуватись. Вони, однак, мають великі сильні руки — результат еволюції, що дозволив їм душити хижаків. Також Гути мають великі голови, вуха та очі. Свої емоції виражають вухами (наприклад, коли вони сміються, їхні вуха ляскають туди-сюди).